# TrackMania (2020)
Trackmania is een racespel ontwikkeld door Ubisoft Nadeo en uitgegeven door Ubisoft. Het maakt deel uit van de TrackMania gameserie. 
Het spel werd uitgebracht op 1 juli 2020 voor Windows.  Het spel is een remake van TrackMania Nations en kreeg de zachte reboottitel Trackmania als doel terug te keren naar de basis. De basisgame is gratis te spelen, met extra content beschikbaar via een jaarlijks betaald abonnement. Het spel bevat een ingame baan bewerker, online evenementen en de mogelijkheid om auto "skins" aan te passen.  De game verscheen op 15 mei 2023 ook voor consoles en cloudplatforms.  De game kreeg gemengde tot positieve recensies. De gameplay werd positief ontvangen, maar het abonnementsmodel werd bekritiseerd.

## Gameplay
Trackmania is een zachte reboot van de Trackmania serie en een remake van de TrackMania Nations game. De gameplay is erg vergelijkbaar met die van eerdere titels in de serie, waarin de speler zo snel mogelijk van start tot finish moet rijden op gekozen racetracks, waarbij het doel vooral ligt op het meest snelle tijd neer te zetten op een gekozen baan .
Trackmania Focust zich vooral op de terugkeer van de "Stadium"-omgeving met een Formule 1 thema. Alle blokken van vorige Stadium omgeving games zijn teruggekeerd met een nieuwe set bouwblokken. Een nieuwe toevoeging aan het spel is de ijsoppervlak naast de bestaande standaard weg- en offroad wegdek. De game bevat ook hulpmiddelen waarmee spelers hun eigen blokken en objecten kunnen creëren, die vervolgens geüpload en in de game getoond kunnen worden, zodat andere spelers ze in hun eigen creaties kunnen gebruiken. 
Vorige installaties van de gameserie had een permanente singleplayer campagne van 65 tracks, maar in TrackMania 2020 worden er 25 banen per kwartaal uitgebracht als seizoenscontent. Mensen met een "Club"-abonnement kunnen vorige seizoenen spelen.
Er is ook een Trainingscampagne aanwezig van 25 tracks die altijd beschikbaar zijn.
Naast de singleplayer campagne kunnen spelers ook banen gemaakt door andere spelers spelen die onderling gedeeld kunnen worden en via internet forums.
Daarnaast is er een " Track Of The Day "-campagne beschikbaar voor spelers met een "Club"-abonnement. Dit is een dagelijks evenement dat elke dag plaatsvind met als doel zo hoog mogelijk te plaatsen. Het geselecteerde track roteert elke 24 uur.

## Ontvangst
| Recensiescore       | Recensiescore |
| Recensieverzamelaar | Score         |
| ------------------- | ------------- |
| Metacritic          | 74/100        |
| Publicist           | Score         |
| IGN                 | 7/10          |

Trackmania kreeg een score van 74/100 op de website Metacritic.
IGN gaf het spel een 7/10. Volgens hem was het spel "verslavend" en bevatte het een flinke hoeveelheid content, maar hij bekritiseerde de menu's omdat het er rommelig uitzag. Hij bekritiseerde ook het idee om een jaarlijks abonnementsmodel af te sluiten, omdat dit het risico met zich mee zou brengen dat de langetermijnondersteuning van de game in gevaar kon brengen. 